# Lea Siegl
Lea Siegl (née le 19 août 1998 à Hargelsberg) est une cavalière autrichienne de concours complet.
Elle est la fille de Harald Siegl, cavalier de concours complet aux Jeux olympiques d'été de 2004.

## Biographie
Elle commence l'équitation à trois ans. Comme ses parents, elle aspire à devenir professionnelle. Outre des études d'histoire, de psychologie et de philosophie à l'école pédagogique privée du diocèse de Linz, elle tient une carrière militaire.
Grâce à sa saison 2019, en tant que meilleure cavalière autrichienne de concours complet, elle obtient l'une des six places de l'Autriche en équitation et se qualifie aux Jeux olympiques d'été de 2020 à Tokyo. Elle est la plus jeune cavalière de la compétition. Elle finit 15e de l'épreuve individuelle.
Elle prend part ensuite au Championnat du monde 2022 à Pratoni del Vivaro, où elle est 25e de l'épreuve individuelle et 15e de l'épreuve par équipe.